# Елецкая епархия
Еле́цкая епа́рхия — епархия Русской православной церкви, объединяющая приходы и монастыри в северо-западной части Липецкой области (в границах Елецкого, Данковского, Долгоруковского, Измалковского, Краснинского, Лев-Толстовского, Лебедянского, Становлянского и Чаплыгинского районов). Входит в состав Липецкой митрополии.

## История
Елецкое викариатство
25 августа 1906 года был Высочайше утверждён Синодальный доклад об создании Елецкого викариатства Орловской епархии. Указ Святейшего синода от 28 августа определял содержание викария на местные средства с местопребыванием и настоятельством в Елецком Троицком монастыре. Правящий архиерей Орловской епархии определил Елецкому викарию пребывать в Орловском архиерейском доме и ездить в Елец «по надобности», сделав его помощником по делам всей Орловской епархии. Постановлением Священного синода от 27 марта 1918 года было установлено, что «Викарный епископ Орловской епархии должен отныне иметь постоянное пребывание в Троицком монастыре Ельца, с правом управления приходами Елецкого и Ливенского уездов».
Елецкая епархия (1920—1930-е)

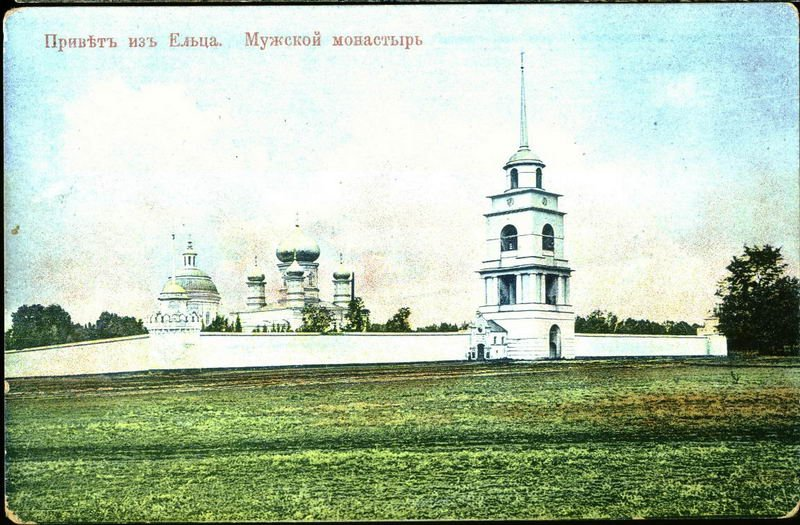
Елецкий Троицкий монастырь — в начале XX века место пребывания епископа. Открытка начала XX века

24 сентября 1922 года на общем собрании духовенства Елецкой викарной епархии было принято решение об образовании самостоятельной самоуправляемой автокефальной церкви с епископом во главе. Целью такой самостоятельности была объявлена борьба за «чистоту веры» в связи с проявлениями обновленчества, захватившего к тому времени большинство приходов Орловской епархии. 8 октября епископ Николай (Никольский) принял на себя обязанности правящего архиерея, а 15 октября были сформированы органы епархиального управления. На 30 ноября 1922 года был намечен епархиальный съезд духовенства и мирян, но Елецкий уездный исполнительный комитет постановил распустить епархиальное управление и отменить съезд. Всех причастных к организации самостоятельной епархии арестовали и в итоге осудили к разным срокам заключения. Епископ Николай (Никольский) в начале 1923 года был направлен в ссылку в Задонск, откуда руководил епархией до 1926 года.
Епархия пресеклась в 1937 году в связи с массовыми арестами и расстрелами духовенства.
Елецкая епархия (с 2013 года)
Возрождена решением Священного синода от 29 мая 2013 года, выделением из состава Липецкой епархии с включением в состав новообразованной Липецкой митрополии.

## Исторические названия
- Елецкая (викарная)
- Елецкая и Задонская (викарная)
- Елецкая и Лебедянская

## Архиереи
Елецкое викариатство
- Митрофан (Афонский) (17 сентября 1906 — 2 апреля 1910)
- Митрофан (Землянский) (2 апреля 1910 — 29 августа 1914)
- Павел (Вильковский) (1 октября 1914 — 26 мая 1917)
- Амвросий (Смирнов) (26 мая 1917 — 1921)
- Даниил (Троицкий) (17 апреля — не позднее 14 сентября 1921) в/у
- Николай (Никольский) (9 октября 1921 — 8 октября 1922)

Елецкая епархия
- Николай (Никольский) (8 октября 1922 — 19 июля 1927)
- Лука (Войно-Ясенецкий) (5 октября — 11 ноября 1927) на кафедре не был
- Василий (Беляев) (конец 1927 — 1929)
- Сергий (Зверев) (25 сентября 1929 — 16 августа 1935)
- Серафим (Протопопов) (16 августа — 13 октября 1935) в/у, епископ Великолуцкий
- Артемон (Евстратов) (13 октября — 1 ноября 1935)
- Серафим (Протопопов) (1 ноября 1935 — 8 августа 1937)
- Максим (Дмитриев) (с 29 мая 2013)

## Благочиния
Епархия разделена на 8 церковных округов:
- Данковское благочиние — протоиерей Николай Стаднюк
- Долгоруковское благочиние — протоиерей Андрей Дорофеев
- Благочиние города Ельца — протоиерей Владимир Федюшин
- Благочиние Елецкого района — иерей Александр Иванов
- Лебедянское благочиние — протоиерей Игнатий Кондратюк
- Лев-Толстовское благочиние — протоиерей Андрей Гусев
- Становлянское благочиние — протоиерей Димитрий Кадура
- Чаплыгинское благочиние — иерей Артемий Мишин

## Монастыри
- Елецкий Троицкий монастырь (мужской; Елец) в настоящее время идут переговоры по передачи Церкви всей территории монастыря. Ныне в нём проживает небольшая община монашествующих.
- Елецкий Знаменский монастырь (женский; Елец) настоятельница монахиня Херувима (Гончарова). В обители почитаются место подвигов местночтимой подвижницы благочестия Мелании Затворницы и святой источник в честь иконы Божией Матери «Живоносный источник».
- Свято-Димитриевский Иларионовский Троекуровский монастырь (женский; село Троекурово, Лебедянского района). И. о. настоятельницы монастыря Игумения Матрона (Брыксина), духовник обители — архимандрит Иосиф (Пальчиков). Главная святыня обители — святые мощи преподобного Илариона Троекуровского.
- Свято-Троицкий монастырь (женский; Лебедянь)
- Сезёновский Иоанно-Казанский монастырь (женский; село Сезёново, Лебедянский район)
- Петропавловский монастырь — Раненбургская пустынь (мужской; посёлок Рощинский, Чаплыгинский район) Настоятель — игумен Тихон (Пронников). В обители находится местночтимая чудотворная Тихвинская икона Божией Матери; святой источник.

Недействующие
- Покровский монастырь (город Данков). Уничтожен.
- Успенский монастырь (город Данков). Уничтожен в XVIII веке.
- Барятинский Софийский монастырь (село Барятино Данковский район). Закрыт в 1920-х годах, полностью разрушен.

## Учебные заведения
- Елецкая православная гимназия свт. Тихона Задонского, г. Елец. Директор — Каверин Олег Вячеславович.
- Данковское духовное училище (не действует)
- Раненбургское духовное училище (не действует)

## СМИ
- Православный Раненбург (газета, Чаплыгин)
- Лебедянская звонница (газета, Лебедянь)
- Епархиальный Благовест (журнал, Елец)[3]